# Gioan Baotixita

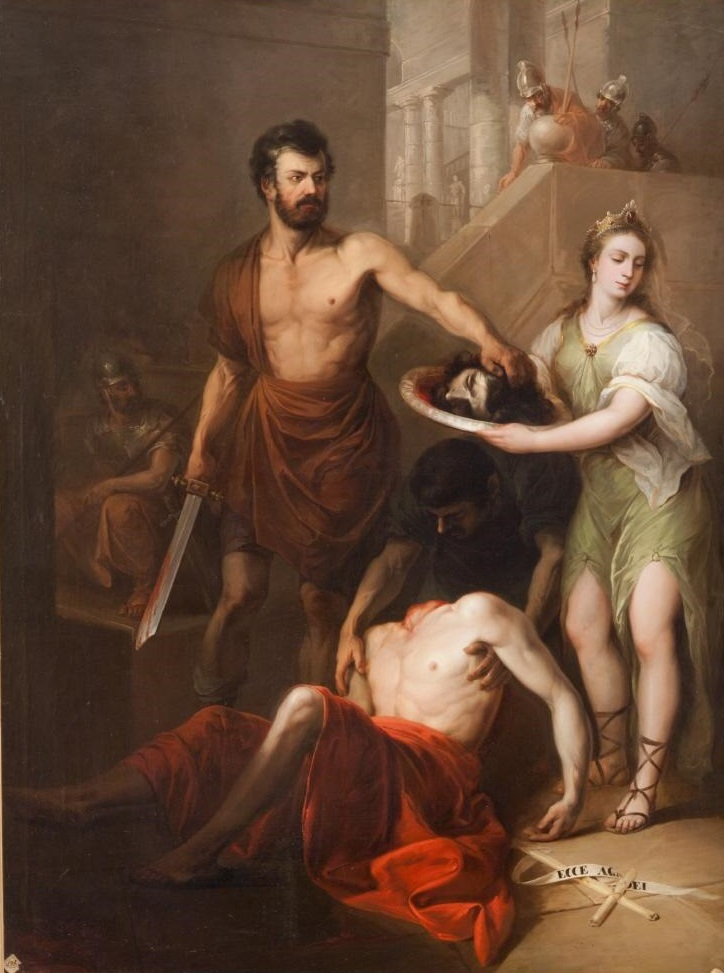
Chặt đầu Gioan Baotixita, kh. 1835, tranh của Antonio Cabral Bejarano.

Gioan Baotixita (tiếng Latinh: Ioannes Baptista; kh. 42 TCN – 37 SCN), còn gọi là Gioan Tẩy Giả, Gioan Tiền Hô, Giăng Báp-tít, là một nhà giảng thuyết Do Thái đã dẫn dắt một phong trào nhận phép rửa tại sông Jordan. Ông được tôn kính trong Kitô giáo, Hồi giáo, và đặc biệt là Mandae giáo.
Theo Tân Ước, Gioan là người sống du mục và khổ hạnh, mặc áo lông thú, ăn châu chấu và uống mật ong. Gioan đã lôi cuốn được một số lượng môn đệ lớn nhằm tiên báo cho sứ vụ hoạt động của Chúa Giêsu, ông đã thực hiện nghi thức thanh tẩy (rửa tội) cho Chúa Giêsu tại sông Jordan, bằng hình thức dìm toàn thân vào nước. Ngoài ra, Phúc âm Luca còn nói thêm chi tiết rằng: Gioan là anh em bà con với Giêsu vì mẹ ông - bà Elizabeth - là chị họ của Maria, mẹ Giêsu.